# Nanne Dahlman
Nanne Dahlman (7 settembre 1970) è un'ex tennista finlandese.

## Carriera
Ha raggiunto una semifinale nel circuito principale, al Belgian Open 1992 eliminando nel suo percorso la testa di serie numero uno Sabine Appelmans, e in diverse occasioni i quarti di finale, negli Slam è avanzata fino al terzo turno in due occasioni agli Australian Open e una volta agli US Open 1992 dove si è arresa a Steffi Graf.
Ha fatto parte della squadra finlandese di Fed Cup dal 1988 al 1999 vincendo trentuno incontri e perdendone ventisei.